# What If… Strange Supreme Intervened?
«What If… Strange Supreme Intervened?» (с англ. — «Что, если… Верховный Стрэндж вмешался бы?») — девятый и финальный эпизод второго сезона американского анимационного телесериала «Что, если…?», основанного на одноимённой серии комиксов издания Marvel Comics.
В данном эпизоде исследуется вопрос о том, что было бы, если бы «Верховный» Стрэндж попытался бы восстановить свою вселенную. Сценарий к эпизоду написал Мэттью Чонси, а режиссёром выступил Брайан Эндрюс.
Джеффри Райт повествует события мультсериала в роли Наблюдателя. Хейли Этвелл вернулась к озвучиванию Капитана Маргарет Картер — главной героини данного эпизода.
Разработка второго сезона началась в декабре 2019 года. Однако из-за задержек в производстве, вызванных пандемией COVID-19 во время создания первого сезона, было объявлено, что первые два сезона будут состоять из девяти эпизодов каждый.
Эпизод «Что, если… Верховный Стрэндж вмешался бы?» был выпущен на стриминговом сервисе Disney+ 30 декабря 2023 года.

## Сюжет
В альтернативной линии времени 1602 года Капитан Пегги Картер обсуждает с «Верховным» Стивеном Стрэнджем спасение этого мира, и Стивен обещает вернуть её в её вселенную, если она поможет ему. Прибыв в замок Стрэнджа, Стивен объясняет, что собирает и изолирует героев и злодеев, которые уничтожили свои вселенные, и просит Пегги найти одного из них, которому удалось сбежать. Пегги соглашается помочь с условием того, что после выполнения он вернёт её домой.
Попав в вселенную, в которой «Гидра» смогла победить в войне и с помощью Тессеракта уничтожила мир, на Пегги нападает Каххори. Последняя заявляет, что не является уничтожителем своего мира и сбежала от Стрэнджа, поскольку уничтожителем вселенных является именно он. Стрэндж переносит обоих в свой замок и пытается убить Каххори. Сдерживая Стрэнджа, она объясняет Пегги, что Стрэндж с помощью героев и злодеев разных вселенных пытается восстановить свою вселенную, которую он сам и уничтожил. Не сумев противостоять Стрэнджу, Пегги освобождает убийц вселенных, начиная массовую бойню, отвлекая Стрэнджа и спасаясь вместе с Каххори.
Каххори ведёт Пегги к «кузнице», с помощью которой Стрэндж пытается восстановить свою реальность. По пути они сталкиваются с зомби Вандой Максимофф. После победы над Вандой появляется Хела и берёт под контроль всех зомби, после чего вступает с битву с Суртуром. Пегги и Каххори сбегают и сталкиваются вначале с Таносом, которого затем стирает Киллмонгер в броне Альтрона Бесконечности. Каххори снимает с него броню с помощью своих сил и отправляет его в общую бойню убийц вселенных. Пегги надевает броню с Камнями Бесконечности и с Каххори прибывает к кузнице.
В это же время прибывает Стрэндж и заявляет, что однажды уже побеждал обладателя этой брони. Картер и Каххори атакуют Стрэнджа и одновременно пытаются уничтожить кузницу, однако Стрэндж начинает скидывать в неё всех злодеев и героев. Каххори и Пегги пытается их спасти, однако у них не хватает сил, чтобы противостоять Стрэнджу. Падающие герои и злодеи помогают героиням, сбрасывая им свои самые могущественные артефакты. На время Пегги обездвиживает Стрэнджа, а Каххори удаётся всех спасти с помощью своих сил и отправить в их вселенные. Приняв новые артефакты, героини начинают побеждать Стрэнджа, в результате чего его демоническая сущность берёт верх над его личностью и пытается убить их. С помощью Камней Бесконечности Картер удаётся на время освободить Стрэнджа, однако её не удаётся переубедить Стрэнджа. Сущность вновь берёт верх и скидывает в кузницу Пегги вместе с собой. Картер удаётся зацепиться за уступ, в то время как Стрэндж жертвует собой, сдерживая свою демоническую сущность, и падает в кузницу, в результате чего она взрывается. Наблюдатель спасает Картер и Каххори, перенеся их в свою обсерваторию.
Когда Картер приходит в себя, Наблюдатель сообщает, что Каххори осталась жива и была возвращена в свою вселенную, после чего переносит себя и Картер в одну из вселенных. Среди прохожих Пегги узнаёт Кристину Палмер и Наблюдатель заявляет, что план Стрэнджа сработал, однако он стоил ему жизни, из-за чего он никогда не родится в этой вселенной. Наблюдатель предлагает Пегги вернуться домой, однако она заявляет, что ненадолго задержится. Наблюдатель показывает ей древо Мультивселенной, созданное Богом Историй Локи и призывает просто наблюдать.

## Производство

### Разработка
В декабре 2019 года президент Marvel Studios Кевин Файги сообщил, что работа над вторым сезоном «Что, если…?», содержащим 10 эпизодов была начата и основанным на одноимённой серии комиксов издания Marvel Comics. В нём исследуется, как изменились бы события фильмов медиафраншизы «Кинематографическая вселенная Marvel» (КВМ), если бы некоторые события произошли бы иначе. Эшли Брэдли и Брайан Эндрюс вернулись в качестве главного сценариста и ведущего режиссёра соответственно и являются исполнительными продюсерами вместе с Брэдом Виндербаумом, Кевином Файги, Луисом Д’Эспозито и Викторией Алонсо.

### Сценарий
Сценарий к эпизоду был написан американским сценаристом Мэттью Чонси.

### Подбор актёров
Джеффри Райт повествует события мультсериала в роли Наблюдателя, а сама студия Marvel выразила надежду в возвращении актёров к озвучиванию своих персонажей в новом сезоне. Главную героиню — Капитан Маргарет «Пегги» Картер, озвучила Хейли Этвелл. В озвучивании персонажей также приняли участие Бенедикт Камбэрбэтч («Верховный» Стивен Стрэндж / Демон Стрэндж), Девери Джейкобс (Каххори), Кейт Бланшетт (Хела), Феодор Чин (Сюй Венву) и Клэнси Браун (Суртур). Стива Роджерса озвучил Джош Китон, а доктора Абрахама Эрскина — Стэнли Туччи.

### Анимация
Брайан Эндрюс разработал стиль анимации «Сел-шейдинг» вместе с главой отдела визуального развития Marvel Studios Райаном Мейнердингом. Хотя сериал имеет единый художественный стиль, такие элементы, как камера и цветовая палитра, отличаются между эпизодами:4.

## Выпуск
Эпизод «Что, если… Верховный Стрэндж вмешался бы?» был выпущен на стриминговом сервисе Disney+ 30 декабря 2023 года.

## Комментарии
1. ↑  Вселенная эпизода «What If… The Avengers Assembled in 1602?».
2. ↑  События эпизода «What If… Doctor Strange Lost His Heart Instead of His Hands?»
3. ↑  Из событий эпизода «What If… Zombies?!»
4. ↑  Из событий эпизода «What If… the Watcher Broke His Oath?»
5. ↑  Концовка эпизода «Glorious Purpose» второго сезона сериала «Локи»